# 閻皇后
閻皇后（えんこうごう、生没年不詳）は、成漢の皇帝李寿の皇后。天水郡の出身。

## 生涯
成漢の重臣である閻式の一族であるという。
漢興元年（338年）、李寿が皇帝に即位すると、皇后に立てられた。
閻夫人には子がおらず、李寿は李鳳の娘との間に李勢と李広を設けた。閻氏は彼らを養育した。
漢興6年（343年）、李勢が位を継ぐと、閻夫人は皇太后に立てられた。

## 伝記資料
- 『晋書』載記第21
- 『十六国春秋』巻79